# Bocar Moussa Diarra
Pour les articles homonymes, voir Diarra.
Bocar Moussa Diarra, né en 1953 à Diré, est un homme politique malien, ministre de l’éducation, de l’alphabétisation, de la promotion des langues nationales et de l’instruction civique dans le gouvernement formé par Diango Cissoko le 15 décembre 2012. Il est ensuite nommé ministre de la fonction publique le 8 septembre 2013, dans le gouvernement de Oumar Tatam Ly.
Diplômé de l’École normale secondaire de Bamako, il a été successivement enseignant et conseiller pédagogique, a été membre du Programme de formation et d’information sur l’environnement (PFIE), un programme sous régional du Comité inter-Etats de lutte contre la sécheresse au Sahel (CILSS), et membre de l'équipe pédagogique nationale du Plan d'accompagnement de la généralisation de l'éducation environnementale au Mali (PAGEEM).
Bocar Moussa Diarra est le président de l’UM-RDA et président par intérim de l’Alliance IBK-Mali 2012. Il est chevalier de l'Ordre national du Mali.

## Publications
Coauteur de plusieurs manuels, modules et outils de formation, notamment :
- Guide du maître en éducation environnementale
- Guide unique du maître en éducation environnementale
- PESAH et HELSA à la découverte du Sahel
- Recueil des techniques et pratiques de pédagogie active

## Sources
- Biographie sur le site de la Primature du Mali